# Banya d'unicorn

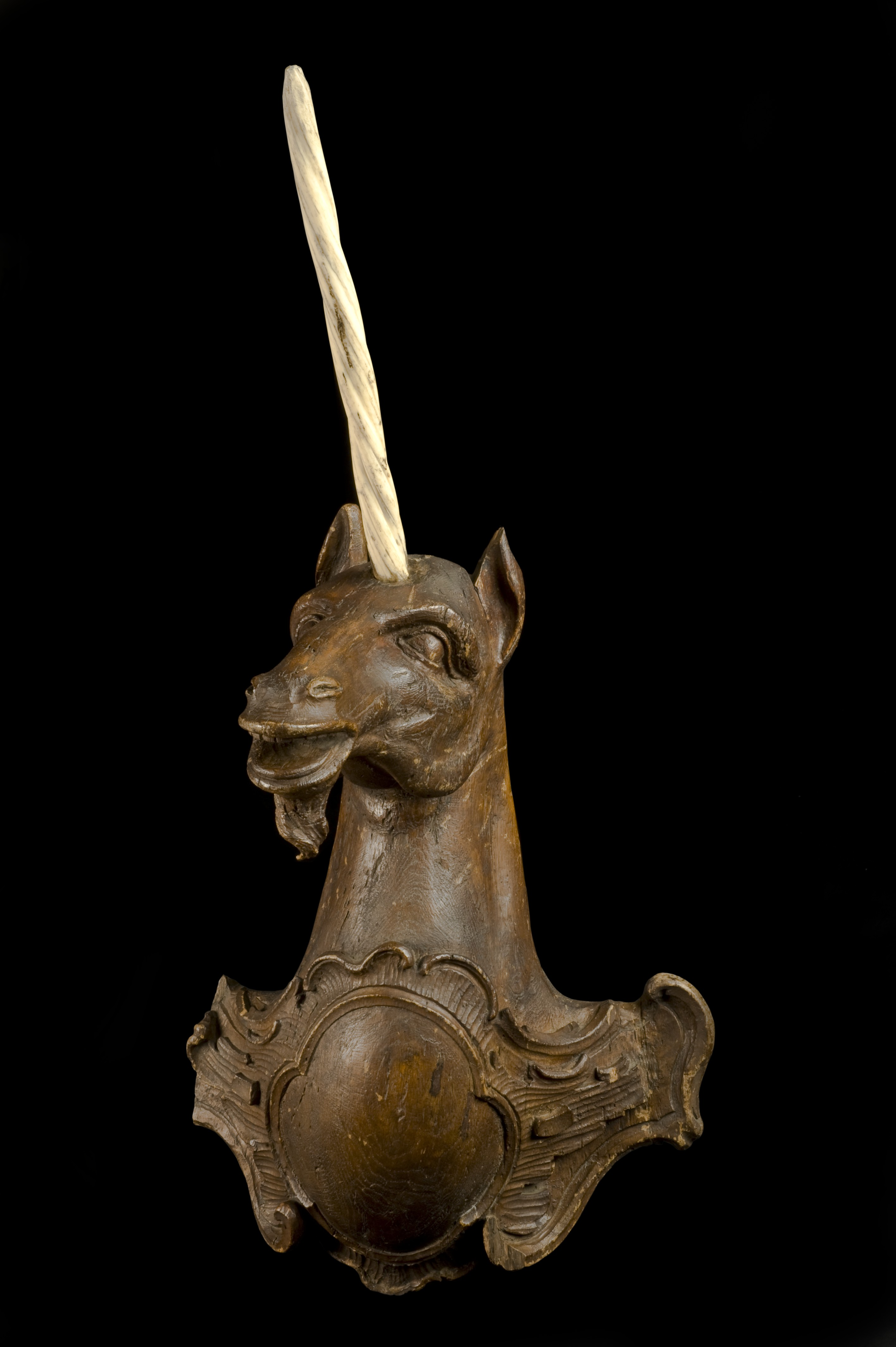
Rètol d'una farmàcia amb forma d'unicorn amb la banya feta d'ivori de narval

Una banya d'unicorn és un objecte llegendari conegut a l'Europa de l'Oest. Durant gran part de l'edat mitjana i l'edat moderna, es deia que era la banya que portaven els unicorns al front. Se li atribuïen nombrosos poders curatius i com a antídot. Aquestes propietats, considerades reals des del segle xiii, en feien un dels remeis més cars i reputats del Renaixement i en justificaven l'ús a les corts reials. Les creences relacionades amb la banya d'unicorn influïren en l'alquímia a través de la medicina espagírica. L'objecte es troba a l'origen d'una sèrie de tests sobre les seves propietats de purificació, relatades entre d'altres a l'obra d'Ambroise Paré, Discours de la licorne, que exposa els fonaments del mètode experimental.